# 데론가 제도

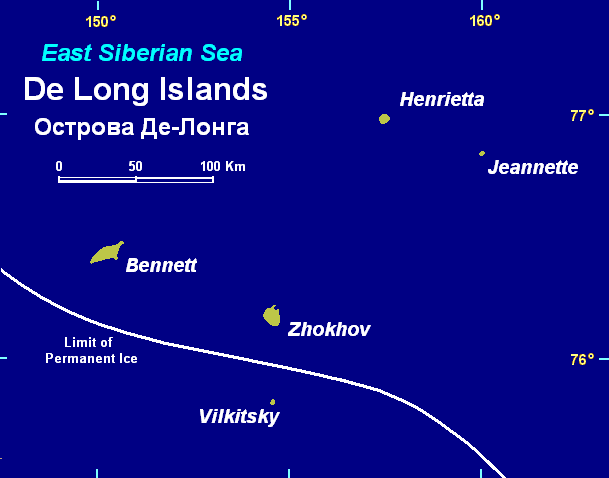

데론가 제도(러시아어: Острова Де-Лонга)는 노보시비르스크 제도에 있는 무인도의 섬무리이다. 북동쪽은 노바야시비리섬이 위치해 있다.
5개의 섬들 면적은 228 km2이다.  자네트섬(о. Жанне́тты, Jeannette Island), 헨리에타섬(о. Генрие́тты, Henrietta Island)과 베네트섬(о. Бе́ннетта, Bennett Island)은 1881년에 이곳을 여행하던 자네트호에 의해서 발견되었다. 나중에 미해군 대장인 조지 W.데롱의 이름을 따서 붙여졌다. 이 섬은 77°N에 있고 부분적으로는 빙하로 덮여 있다.  헨리에타섬은 1937년에서 1963년까지는 연구 목적용 부지로 이용되었고, 면적은 75 km2이다. 베네트 섬이 데롱 제도에서 가장 큰 섬이다.
빌키츠코고섬(о. Вильки́цкого)과 조호바섬(о. Жо́хова)은 1913년에서 1914년에 각각 발견되었다. 이 섬들은 거의 남쪽(76°N)에 위치해 있고, 빙하에 덮여있지는 않다.

## 같이 보기
- 러시아의 섬 목록